# Azione del 23 marzo 1654
L’azione del 23 marzo 1654, o prima battaglia di Colombo, fu uno scontro militare tra la Repubblica delle Sette Province Unite e l'impero portoghese avvenuto il 23 marzo 1654 a Colombo, sull'isola di Ceylon, in Asia.
Una forza di 5 galeoni portoghesi che stavano scortando 5 galeotte verso Colombo, sull'isola indiana di Ceylon, vennero bloccati da 3 navi da guerra olandesi. Due delle navi olandesi vennero inizialmente catturate, ma nella confusione che vide i portoghesi perdere due ufficiali al loro seguito, le navi vennero riconquistate e quindi gli olandesi decisero di abbandonare lo scontro.

## Navi coinvolte

### Portogallo
- Nazaré 42 (ammiraglia, António Pereira)
- São João 38 (vice ammiraglia, Álvaro de Novais)
- Santo António de Mazagão 36 (António Sottomaior)
- São José 34 (Francisco Machado Deca)
- São Filipe e Santiago 24 (António de Abreu)

### Paesi Bassi
- Windhond (ammiraglia)
- Renoçer (vice ammiraglia)
- Drommedaris (yacht)

La Renoçer e la Windhond furono le due navi catturate e poi riprese.